# Gösta Ekman
Hans Gösta Gustaf Ekman (Estocolmo, 28 de julio de 1939-Ib., 1 de abril de 2017) fue un actor sueco, predominantemente cómico.

## Biografía
Actor y filántropo sueco muy popular, querido, amado y respetado por los amantes del cine; Gösta Ekman inició su carrera en el teatro, también apareció en diversas películas suecas, incluyendo la serie "Jönssonligank". Entre sus múltiples talentos destacó su trabajo como comediante, especialmente por su colaboración con el dúo cómico Hasseåtage, tanto en escena como en películas (principalmente en papeles protagónicos). Igualmente, fue reconocido por su interpretación del famoso policía sueco Martín Beck.   
Gösta era el tercero en una línea familiar de actores destacados, empezando con su abuelo paterno también llamado Gösta, y su padre, Hasse Ekman, un exitoso actor y director. La "familia teatral Ekman" también incluye a sus hermanos Stefan Ekman (actor) y Mikael Ekman (director escénico), y su sobrina Sanna Ekman (actriz).
Contrajo matrimonio con Fatima Svendsen (1963-1974) y con Pia Harahap (1979-1986). Posteriormente con la artista y cinematógrafa Marie-Louise Ekman (Marie-Louise De Geer Bergenstråhle; nacida Fuchs), con la que permaneció hasta su fallecimiento.
Oficialmente retirado del teatro, hizo sus últimas apariciones en el cine hasta el año 2003; Interpretó papeles protagónicos en las dos películas de su esposa Marie-Louise Ekman, Asta Nilssons sällskap (2005), que había sido filmada dos años atrás, y el documental de producción francesa Pingvinresan (2005). En 2007, dirigió la obra Gäckanden para el Teatro Dramático Real sueco (Kungliga Dramatiska Teatern) en Estocolmo, de manera que su retiro profesional y veterano resultaba algo incierto.
Gösta Ekman recibió numerosos premios durante su carrera profesional. De los que destacan tres Premios "Guldbaggen" (premios Escarabajo de Oro, que entrega el Instituto Sueco del Cine), dos en la categoría de mejor actor (1973 y 1996), así como en la categoría "Guldbaggen" honorífico (2007).
Falleció el 1 de abril de 2017, a los 77 años.

## Filmografía

### Películas
- 2005 - Pingvinresan (Berättare)
- 2005 - Loranga, Masarin & Dartanjang (Dartanjang)
- 2005 - Asta Nilssons sällskap (den äldre mannen)
- 2003 - Skenbart - en film om tåg (Pompe)
- 2001 - Puder (Vippan)
- 2000 - Det blir aldrig som man tänkt sig (Tage Olsson)
- 1997 - Adam & Eva (som sig själv)
- 1997 - Ogifta par - en film som skiljer sig (som sig själv)
- 1996 - Nu är pappa trött igen! (herr Khopp)
- 1995 - En på miljonen (bankdirektör Callert)
- 1994 - Beck -Stockholm Marathon' (Martín Beck)
- 1994 - Beck -Polismördaren (Martín Beck)
- 1993 - Beck -Mannen på balkongen
- 1993 - Beck -Polis polis potatismos (Martín Beck)
- 1993 - Beck -Roseanna (Martín Beck)
- 1993 - Beck -Brandbilen som försvann (Martín Beck)
- 1991 - Underjordens hemlighet (Carson)
- 1990 - Den hemliga vännen (vännen)
- 1989 - Jönssonligan på Mallorca (Charles-Ingvar 'Sickan' Jönsson)
- 1989 - Kronvittnet (Lambert)
- 1988 - Vargens tid (Bjelke)
- 1986 - Jönssonligan dyker upp igen (Charles-Ingvar 'Sickan' Jönsson)
- 1986 - Morrhår & ärtor (Claes-Henrik 'Håna' Ahlhagen)
- 1985 - Dödspolare (Torbjörn 'Tobbe' Skytt)
- 1984 - Jönssonligan får guldfeber (Charles-Ingvar 'Sickan' Jönsson)
- 1984 - Slagskämpen (Stig Larsson)
- 1983 - P&B (restauranggäst)
- 1983 - Kalabaliken i Bender (Karl XII)
- 1982 - Jönssonligan & Dynamit-Harry (Charles-Ingvar 'Sickan' Jönsson)
- 1982 - Gräsänklingar (Gary Stenström)
- 1982 - En flicka på halsen (Kurt)
- 1982 - Den enfaldige mördaren (den nye chauffören)
- 1981 - Varning för Jönssonligan (Charles-Ingvar 'Sickan' Jönsson)
- 1981 - Från och med herr Gunnar Papphammar (Gunnar Papphammar)
- 1981 - Sopor (SÄPO-chefen John Smith)
- 1980 - Sällskapsresan (hotellstäderska)
- 1980 - Mannen som blev miljonär (Stig)
- 1979 - Lucie (Gerner)
- 1979 - En kärleks sommar (David Jernberg)
- 1978 - En vandring i solen (Tore Andersson)
- 1978 - Picassos äventyr (Pablo Picasso)
- 1976 - Ansikte mot ansikte (Mikael Strömberg)
- 1975 - Släpp fångarne loss, det är vår! (fängelsedirektören)
- 1975 - Ägget är löst! (sonen)
- 1974 - Dunderklumpen (En-Dum-En)
- 1972 - Mannen som slutade röka (Dante Alighieri)
- 1971 - Äppelkriget (Sten Wall)
- 1971 - Niklas och Figuren (Mickes pappa)
- 1969 - Duett för kannibaler (Tomas)
- 1969 - Som natt och dag (Rikard)
- 1968 - I huvet på en gammal gubbe (student)
- 1968 - Jag älskar, du älskar (Stan)
- 1966 - Yngsjömordet (Per Nilsson)
- 1965 - Att angöra en brygga (Lennart)
- 1965 - Festivitetssalongen (journalisten Blom)
- 1964 - Äktenskapsbrottaren (Sisten)
- 1964 - Svenska bilder (Bengtsson)
- 1962 - Chans (Stefan)
- 1962 - Nils Holgerssons underbara resa (studenten i Uppsala)
- 1956 - Swing it, fröken (Erik)

### Televisión
- 2001 - En fot i graven (Viktor Melldrov)
- 2000 - Soldater i månsken (Gunnar)
- 1996 - Lisa (berättare)
- 1993 - Macklean (Gustav III)
- 1992 - Vennerman & Winge (Eskil Vennerman/fru Vennerman)
- 1991 - Dúo jag (den smale mannen)
- 1987 - Herr Bohm och sillen (berättare)
- 1984 - Magister Flykt (berättare)
- 1982 - Skulden (Rune Strand)
- 1980 - Från och med herr Gunnar Papphammar (Gunnar Papphammar)
- 1979 - Farbrorn som inte vill va' stor (berättare)
- 1977 - Semlons gröna dalar
- 1976 - En dåres försvarstal (Axel)
- 1974 - Gustav III (Gustav III)
- 1973 - Kvartetten som sprängdes (Petrus Anker)
- 1972 - Experimentlek
- 1969 - Muminvinter (kung Karl Fredrik I)
- 1967 - ABC (Bertil)
- 1967 - Trettondagsafton (Sebastián)
- 1966 - Tartuffe (Damis)
- 1966 - Farfar till häst (Nick)
- 1966 - Kvinnas man (Mikael)
- 1966 - Skuggan av Mart (Gabriel)
- 1966 - Hotet (Peter)
- 1965 - Hans nåds testamente (Jacob)
- 1965 - Herr Dardanell och hans upptåg på landet (Henrik)
- 1965 - Alla mina söner (Frank Lubey)
- 1965 - Nattcafé
- 1965 - Niklassons
- 1964 - Markisinnan

### Dirección (cine)
- 2009 - Den girige (Dramaten)[2]
- 2007 - Gäckanden (pjäs för Dramaten)
- 2005 - Asta Nilssons sällskap
- 1991 - Dúo jag (TV)
- 1986 - Morrhår & ärtor
- 1982 - Fröken Fleggmans mustasch (Revy)
- 1981 - Från och med herr Gunnar Papphammar
- 1980 - Från och med herr Gunnar Papphammar (TV)
- 1970 - 88-öresrevyn (Revy)
- 1966 - Lådan (Revy)

### Guionista
- 1989 - Jönssonligan på Mallorca
- 1986 - Jönssonligan dyker upp igen
- 1986 - Morrhår & ärtor

## Premios y reconocimientos
- 1973 - Guldbaggen, mejor actor.
- 1994 - Lisebergsapplåden.
- 1996 - Guldbaggen, mejor actor.
- 2000 - Revyräven.
- 2003 - Fridolf Rhudin-priset
- 2007 - Guldbaggen, honorífico.
- 2008 - Hedersguldbagge.